# Na Samotě (Bohutice, Olbramovice)
Na Samotě (německy Sellowitzer Wirthshaus) je osada v okrese Znojmo v Jihomoravském kraji. Osada leží na hranici dvou obcí a dvou katastrálních území – Bohutice a Olbramovice. Nachází se asi 7 km severovýchodně od Miroslavi, 9 km jihovýchodně od Moravského Krumlova, 13 km severozápadně od Pohořelic a asi 31 km severovýchodně od Znojma.
Osada se dělí na západní část, náležející Bohuticím, a východní část, náležející Olbramovicím. Je v ní registrováno pět čísel popisných: 92, 94 a 126 v západní části a 233 a 235 ve východní části. Osadou prochází silnice III/40014, která spojuje Pravlov s Miroslaví. Původně zde stál pouze hostinec s čp. 38, který byl německy nazván Sellowitzer Wirthshaus. Název získal podle nedalekých Želovic (německy Klein Sellowitz), do jejichž katastru patřil. Želovice dnes tvoří s Olbramovicemi a bývalými Babicemi a Lidměřicemi jeden celek.